# Botanischer Garten Bantia

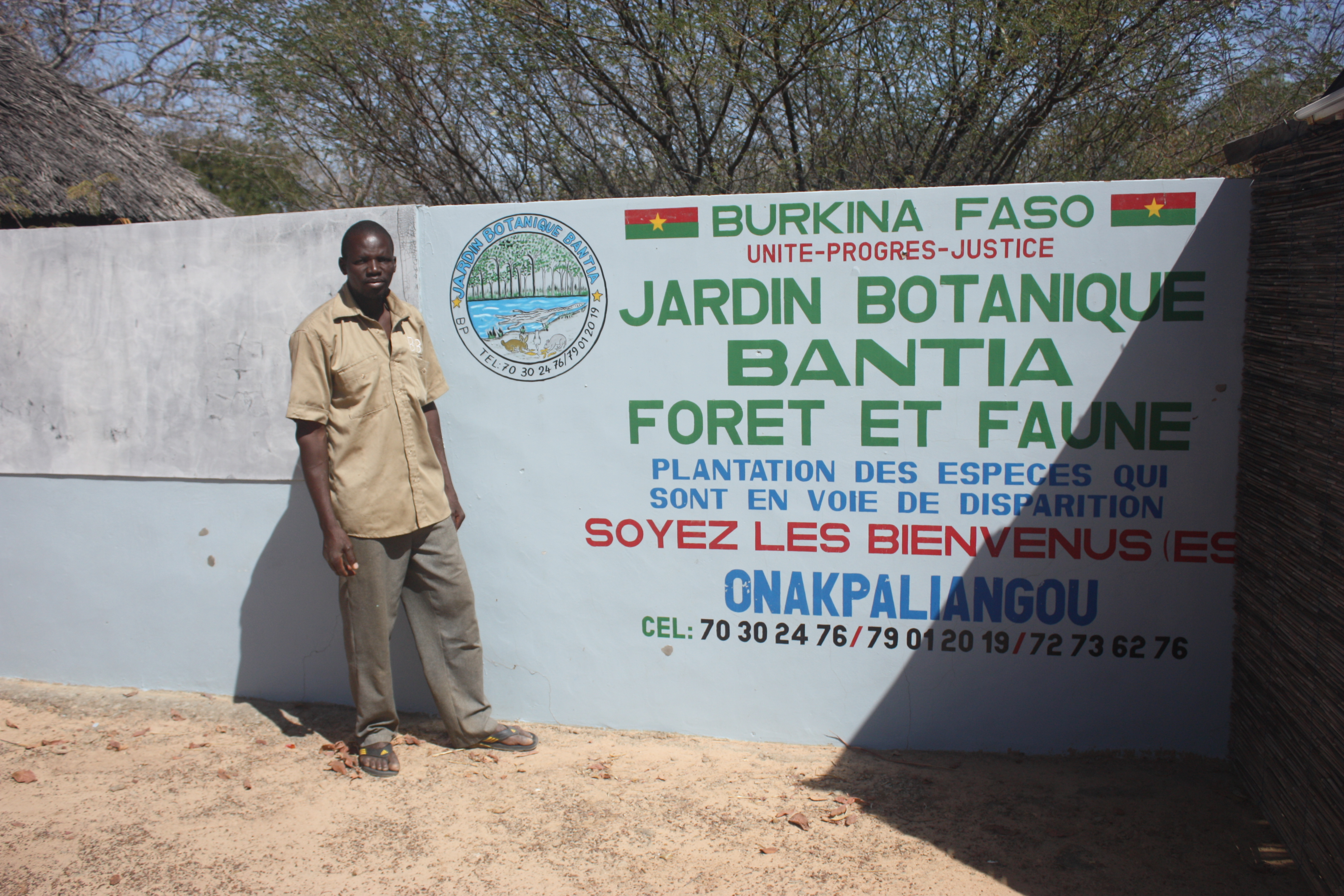
Eingang zum Botanischen Garten von Bantia mit dem Gründer des Gartens, Hampougouni Thiombiano

Der Botanische Garten Bantia in Burkina Faso ist eine vor menschlichen Eingriffen und Feuer geschützte Fläche sudanischer Savannen und Feuchtgebiete, angereichert durch Anpflanzungen lokaler Pflanzenarten. Er wurde im Jahr 2001 gegründet.

## Lage und Infrastruktur
Etwa 10 km südlich der Stadt Fada N’Gourma an der Straße nach Pama gelegen, umfasst er ungefähr 10 ha. Wege führen zu den verschiedenen Habitaten und einer zentralen Ruhezone. Außerdem beinhaltet der Garten ein kleines Museum und ein aus einigen Rundhütten bestehendes Gästehaus.

## Bestand
Das Gartengelände beherbergt etwa 116 Arten von Bäumen und 110 krautige Pflanzenarten. Ferner kommen hier zahlreiche Vogelarten, Nilkrokodile und Wasserschildkröten vor.

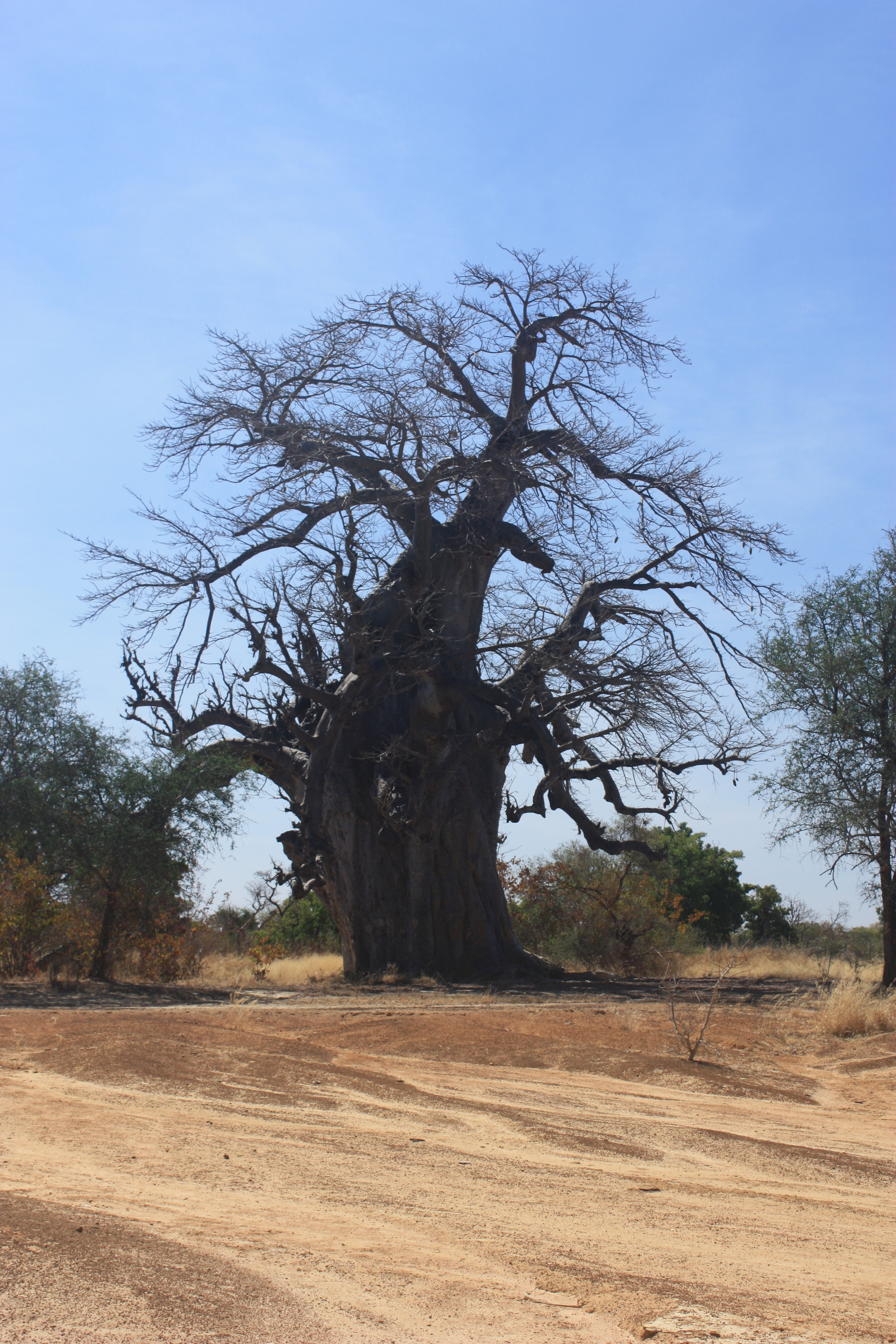
Adansonia digitata
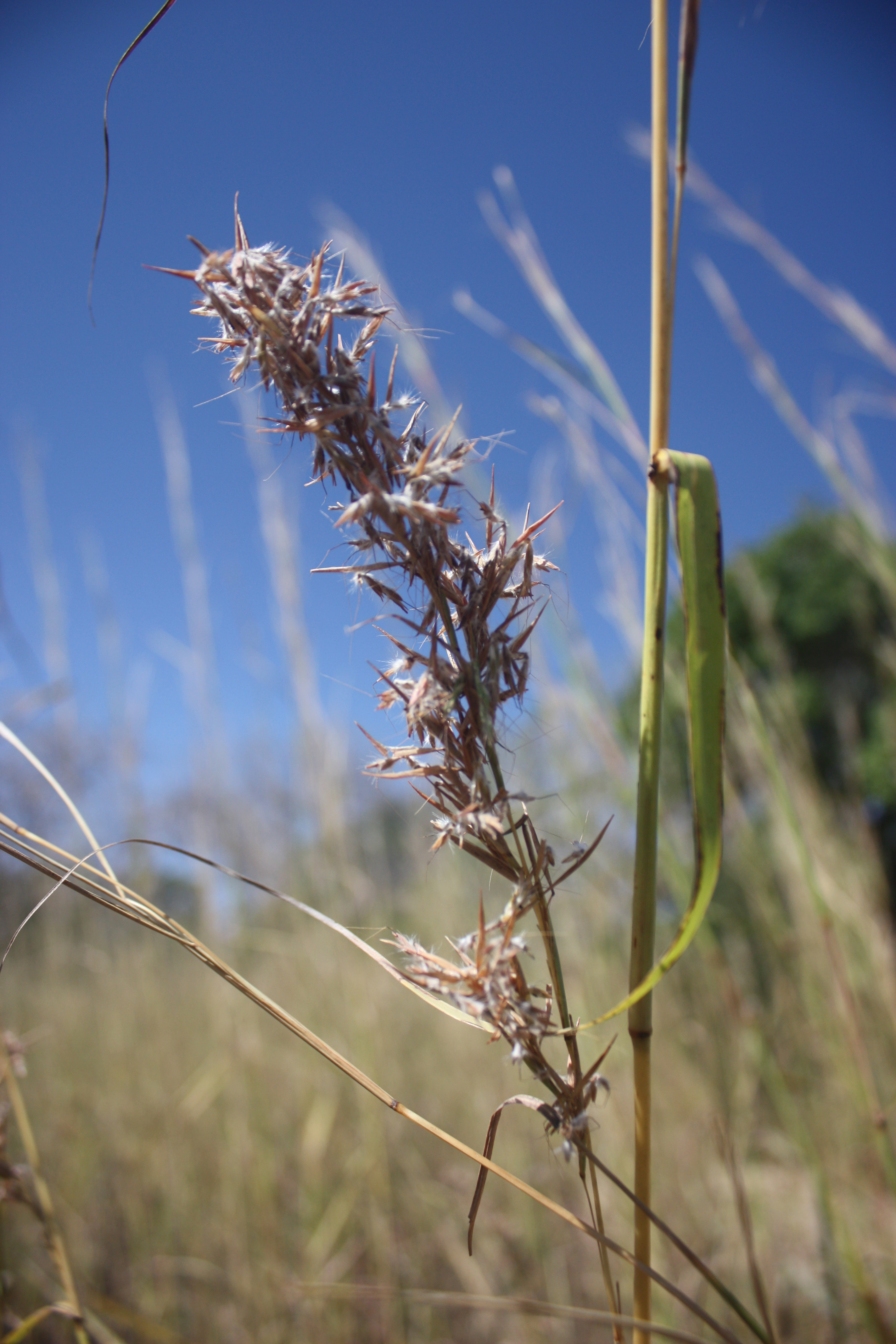
Cymbopogon giganteus
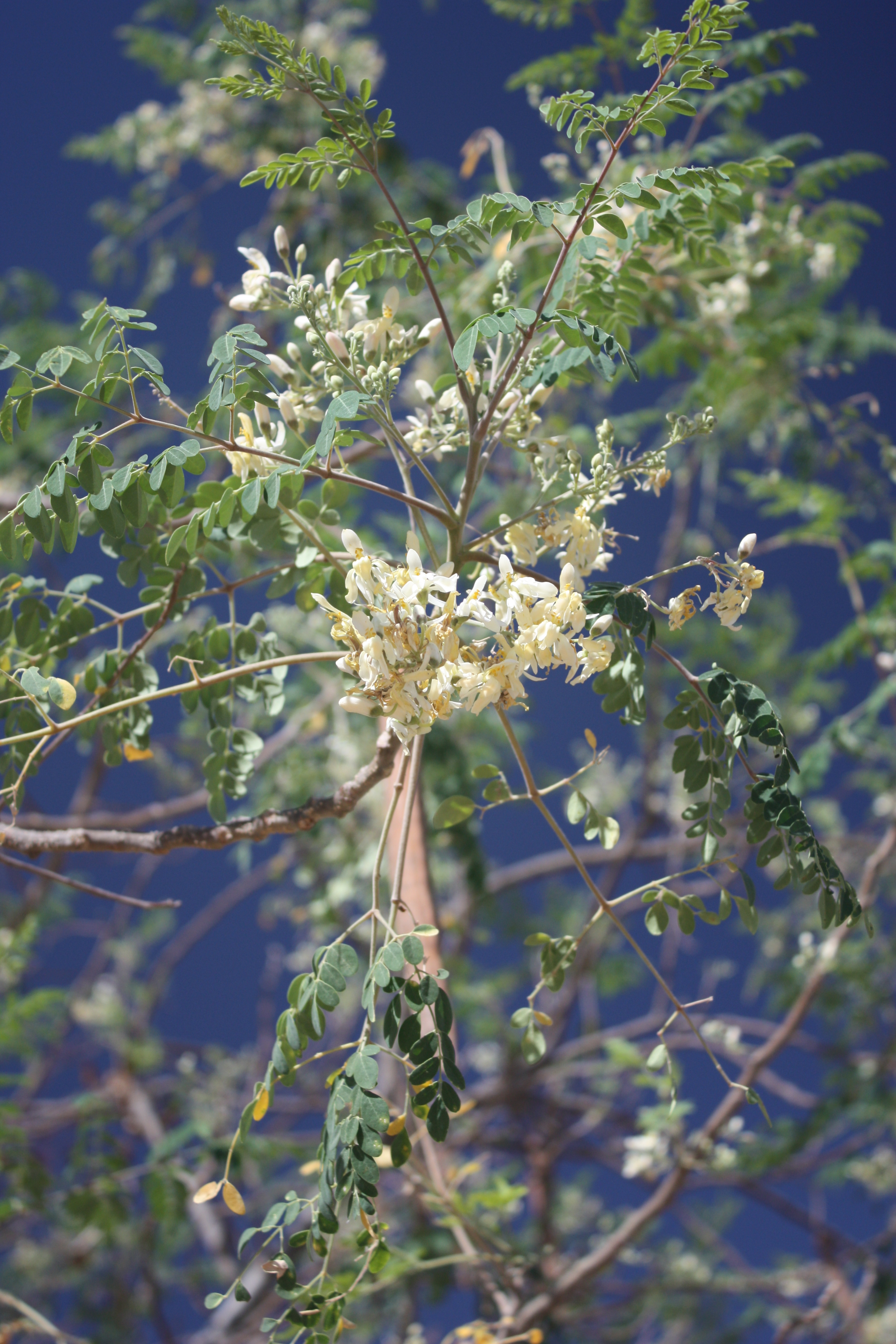
Moringa oleifera